# Какабаурі
Какабаурі (груз. კაკაბაური) — село в Грузії.
За даними перепису населення 2014 року в селі проживає 139 осіб.